# Vingroup
Vingroup集团股份公司（HOSE: VIC）是越南的私营综合企业集团，是越南规模最大的集团公司，涉足科技、工业、房地产开发、零售业、医疗保健、体育等多个行业。Vingroup的前身是1993年在乌克兰创立的脱水食品生产商Technocom公司，创始人范日旺是越南首个亿万富翁。

## 历史
1993年8月8日，旅乌越南人范日旺在乌克兰创立Technocom公司，生产即食面等干燥食品。
2003年，范日旺返越，在芽庄市创立Vinpearl Resort度假公司，又在2004年于河内创立Vincom City Towers公司（后更名为Vincom Ba Trieu）。Vincom公司在2007年于胡志明市證券交易所上市，并与Vinpearl合并为VinGroup，总部设在河内市东部的龙编郡。
2010年，Vingroup将其乌克兰食品业务以1.5亿美元出售予雀巢。
2014年10月，Vingroup收购连锁超级市场OceanMart，并将之更名为VinMart，进军零售业；2015年10月，收购连锁超市Maximark。
2015年9月，Vingroup在富国岛启动动物保育计划。2016年，Vingroup在旗下设立医疗保健公司Vinmec和教育公司Vinschool，以非营利组织形式运作。
2017年9月，Vingroup成立汽车制造公司VinFast。

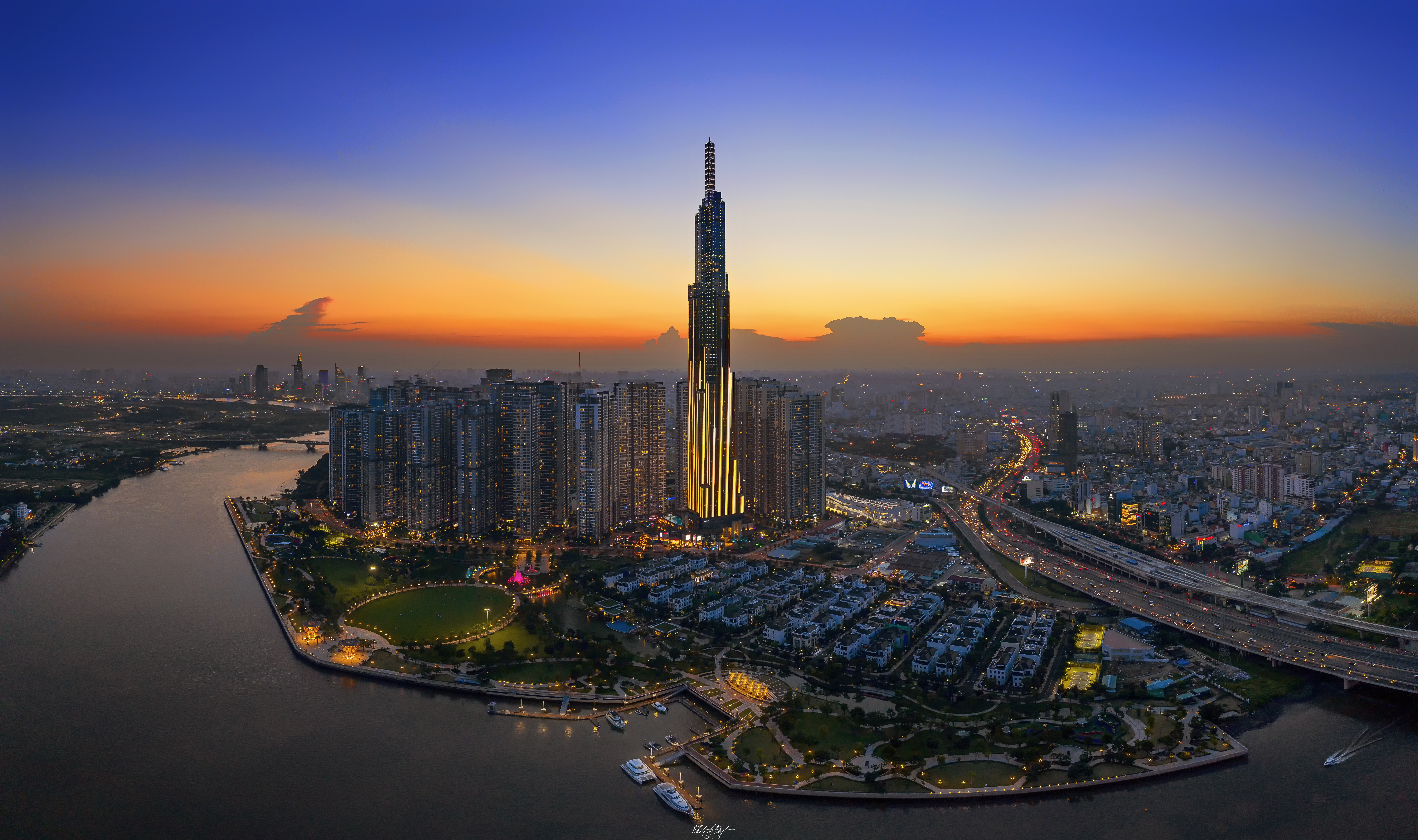
Vingroup于胡志明市投资修建的摩天大楼Vincom地标塔81

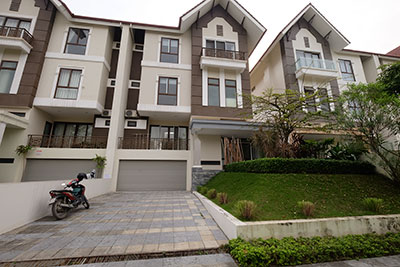
河内市龙编郡Vinhomes Riverside

2018年5月，Vingroup旗下Vinhomes的10%的股份在胡志明市交易所上市。
胡志明市的摩天大楼文康地標塔81由Vingroup集团投资修建，落成于2018年，是集团成立25周年的纪念工程，建成后成为越南最高的摩天大楼。
2018年12月，Vingroup创立VinSmart公司，进军智能手机制造业。
2018年11月，河内市宣布将在2020年4月举办F1大奖赛，由Vingroup主导投资，但因2019冠状病毒病疫情而取消。
2019年3月，收购电子钱包平台MonPay。
2019年5月，韩国SK集团以10亿美元购得Vingroup的6.1%的股份。
2021年5月，Vingroup宣布旗下VinSmart正式退出越南智能手机和电视机市场。
2022年2月9日，日经亚洲评论指出Vingroup在2021年损失约10.5亿美元资金。主因是越南国内汽油动力汽车销售低迷，再加上Vingroup不断加大投资其新兴电动汽车业务。
其旗下的电动汽车品牌VinFast于2023年8月上市以来，截至2025年1月，Vingroup的市值已近乎腰斩至60亿美元。2024年至2025年，其股价跌幅达6.6%，在越南前十大上市公司中跌幅最大。

## 旗下企业
- Vinhomes（英语：Vinhomes）：住宅开发商
- VinFast：汽车制造商[21][22]
  - VinBus（英语：VinBus）：电动公共汽车制造[23]

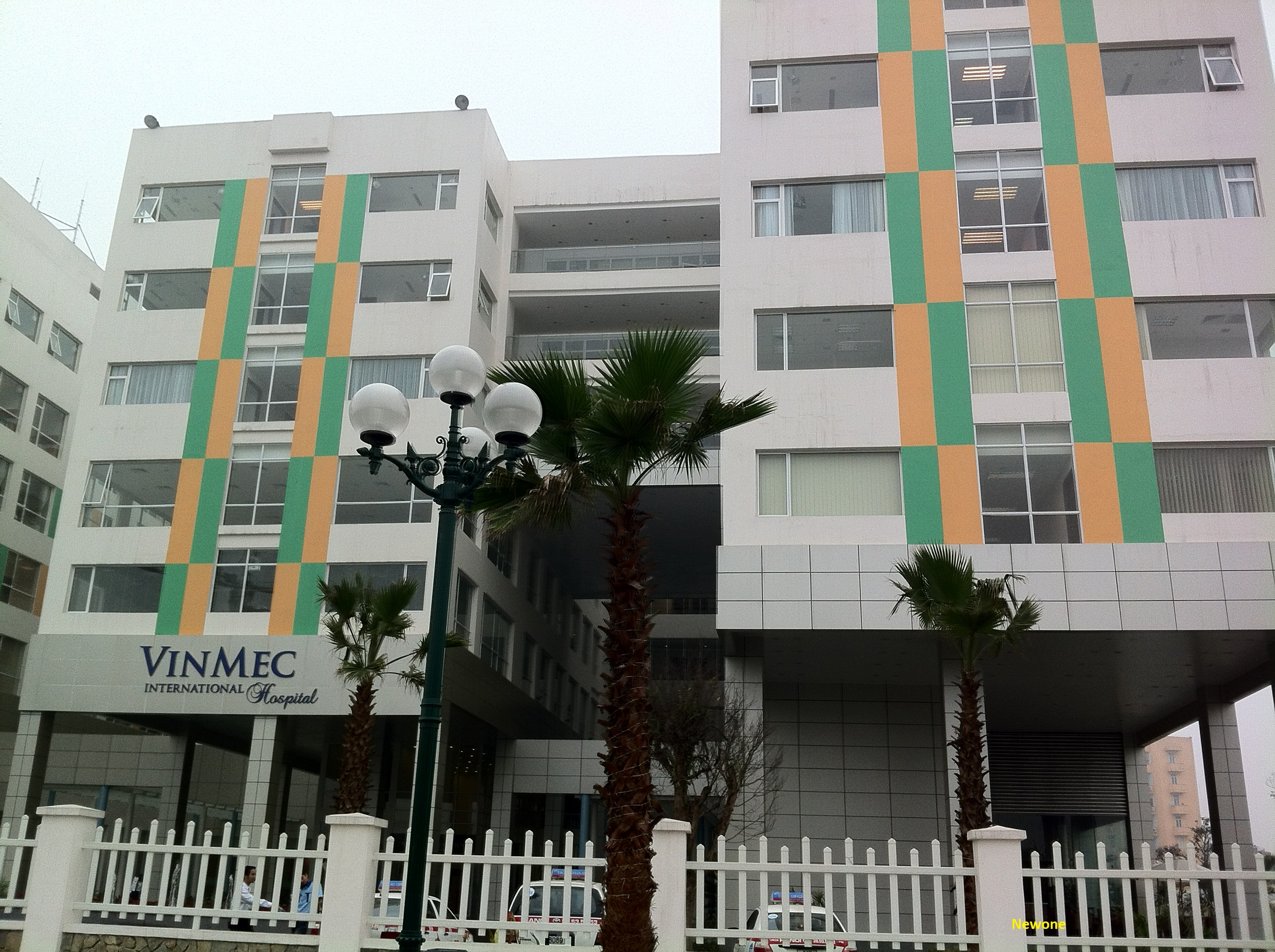
VinMec医院

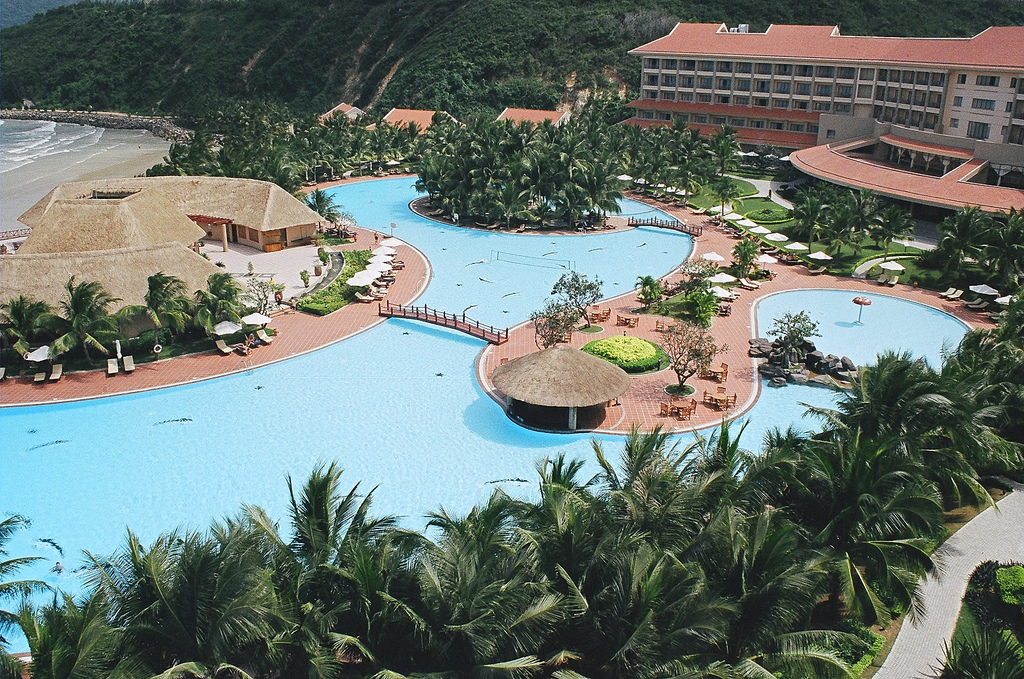
芽庄温佩旅游度假区珍珠度假酒店

- VinSmart（英语：VinSmart）：智能手机和电视机制造商，2021年退出市场
- Vincom：购物中心（Vincom Centre, Vincom Plaza, Vincom Mega Mall, Vincom+）
- VinPearl：度假村
- VinSchool：K-12教育
- VinWonders：遊樂園[24][25]
- VinMec：医院和诊所[26]
- VinUniversity（英语：VinUniversity）：高等教育，同康奈尔大学、宾夕法尼亚大学合作[27][28]
- VinFa：药品制造[29]
- VinID：技术产品研发，金融科技、数字营销服务[30]
- VinCommerce：便利店（VinMart+）、超市（VinMart）。2019年起由马山集团（英语：Masan Group）控股[31]
- VINCSS：网络安全服务[32]
- VinES (Vin Energy Solution)：電動車電池制造
- VinBigData：大数据服务
- VinAI：人工智能服务
- Quỹ Thiện Tâm（善心基金）：公益慈善投资[33]